# Lissonota nishiguchii
Lissonota nishiguchii är en stekelart som först beskrevs av Setsuya Momoi 1962.  Lissonota nishiguchii ingår i släktet Lissonota och familjen brokparasitsteklar. Inga underarter finns listade i Catalogue of Life.